# Als
Als (w Polsce używa się także niemieckiej nazwy Alsen) – wyspa w Danii, w cieśninie Mały Bełt (Morze Bałtyckie), między Półwyspem Jutlandzkim a wyspą Fionia.

## Geografia
- powierzchnia: 312 km²[1]
- ludność: 50,0 tys. (I 2017 r.)[2]
- główne miasta: Sønderborg (27,83 tys.), Nordborg (5,97 tys.) i Augustenborg (3,25 tys.)[2][1]
- najwyższy punkt: wzgórze Højeberg, 81 m n.p.m.[1]

Wyspa jest połączona dwoma mostami z Półwyspem Jutlandzkim, komunikacja promowa do Fionii. Znajduje się tu też port lotniczy (na półwyspie Kær).

## Gospodarka
Podstawą gospodarki na wyspie Als jest rybołówstwo, uprawa pszenicy i jęczmienia oraz hodowla bydła i trzody chlewnej. Na wyspie rozwinął się przemysł maszynowy, włókienniczy, skórzany oraz spożywczy.

## Historia
W dniach 14–18 grudnia 1658 sprzymierzone siły brandenbursko-cesarsko-polskie, wspierające Danię podczas II wojny północnej, przeprowadziły operację desantową. 14 grudnia oddział piechoty zajął przyczółek, na którym następnie wylądowała jazda Stefana Czarnieckiego, przeprawiwszy się przez szeroką na ok. 500 m cieśninę na łodziach, holując płynące konie. Desant zdobył wyspę zajętą przez Szwedów. Wydarzenie to zostało upamiętnione w Mazurku Dąbrowskiego.
W latach 1864–1866 wyspa była zajęta przez Cesarstwo Austriackie, a następnie przez Królestwo Prus. Od 1920 wyspa należy ponownie do Danii.

## Demografia
Wykres liczby ludności Als na przestrzeni ostatnich 90 lat